# جزیره شیطان (گویان)
جزیره شیطان (به انگلیسی: Devil's Island) یا مستعمره کیفری کایِن (به انگلیسی: The penal colony of Cayenne)، یکی از جزایر گویان فرانسه است که از جمله مستعمرات این کشور در شمال آمریکای جنوبی قرار گرفته‌است.
این جزیره در قرون نوزده و بیست به عنوان یک زندان مورد استفاده قرار داشت و محلی برای نگهداری زندانیان سیاسی تبعید شده بود و به دلیل برخوردهای خشن نگهبانان با زندانیان، به جزیره شیطان مشهور شد. از جمله معروف‌ترین افراد زندانی شده در این زندان می‌توان به آلفرد دریفوس اشاره کرد.
در اوایل قرن ۲۰ میلادی، از زمانی که داستان این‌جا در اختیار عموم مردم قرار گرفت و واکنش‌های گسترده‌ای نسبت به آن به وجود آمد سرانجام دولت فرانسه مجبور شد که این زندان را از سال ۱۹۵۳ میلادی برای همیشه تعطیل کند.
فیلم سینمایی پاپیون با الهام از داستان واقعی زندگی یکی از زندانیان فراری این محل ساخته شده‌است.